# Мала Млинська
45°40′ пн. ш. 16°56′ сх. д. / 45.66° пн. ш. 16.94° сх. д.
Мала Млинська (хорв. Mala Mlinska) — населений пункт у Хорватії, у Б'єловарсько-Білогорській жупанії у складі громади Велика Трновитиця.

## Населення
Населення за даними перепису 2011 року становило 81 осіб.
Динаміка чисельності населення поселення: